# جيرهارد روز
جيرهارد روز (بالألمانية: Gerhard Rose)‏ هو طبيب عسكري ألماني، ولد في 30 نوفمبر 1896 في غدانسك في بولندا، وتوفي في 13 يناير 1992 في أوبرنكيرشن في ألمانيا.